# Tenuipalpus muguanicus
Tenuipalpus muguanicus är en spindeldjursart som beskrevs av Ma och Yuan 1980. Tenuipalpus muguanicus ingår i släktet Tenuipalpus och familjen Tenuipalpidae. Inga underarter finns listade i Catalogue of Life.